# Elezioni comunali a Reykjavík del 2010
Le elezioni comunali a Reykjavík del 2010 si sono tenute il 29 maggio per eleggere i nuovi sindaco e consiglieri. Un nuovo partito politico, Besti flokkurinn, ha partecipato alle elezioni, ottenendo 6 seggi, sconfiggendo così tutti gli altri partiti.

## Risultati
| Liste  | Liste                                                          | Voti   | %    | +/- %         | Seggi | +/- seggi |
| ------ | -------------------------------------------------------------- | ------ | ---- | ------------- | ----- | --------- |
|        | Besti flokkurinn                                               | 20,666 | 34.7 | Nuovo partito | 6     | +6        |
|        | Partito dell'Indipendenza (Sjálfstæðisflokkurinn)              | 20,006 | 33.6 | –9.3          | 5     | –2        |
|        | Alleanza Socialdemocratica (Samfylkingin jafnaðarmannaflokkur) | 11,344 | 19.1 | –8.3          | 3     | –1        |
|        | Sinistra - Movimento Verde (Vinstrihreyfingin – grænt framboð) | 4,255  | 7.1  | –6.4          | 1     | –1        |
|        | Partito Progressista (Framsóknarflokkurinn)                    | 1,629  | 2.7  | –3.6          | 0     | –1        |
| Totale | Totale                                                         | 56.897 |      |               | 15    |           |